# Batalla de Chillopampa
La batalla de Chillopampa fue un enfrentamiento militar librado durante la guerra civil incaica.

## Antecedentes
En 1525 una epidemia de viruela azotaba el Tawantinsuyo, muriendo casi al mismo tiempo el Inca Huayna Cápac en Quito y su heredero Ninan Cuyuchi en Tomebamba. Ante el caos asumió el poder en Cuzco el siguiente en la línea sucesoria, Huáscar. Éste permitió a su medio hermano, Atahualpa, como curaca de Quito y, en teoría, su vasallo. Durante los siguientes cinco o siete años se vivió una tensa paz. Sin embargo, ambos desconfiaban mutuamente y veían en los gestos del opuesto un posible intento de traición. Finalmente, los espías de Huáscar le trajeron noticias de que Atahualpa planeaba rebelarse y se decidió a eliminarlo. La justificación llegó cuando el curaca cañari Chamba murió y su hijo Chapera o Ullco Colla acudió al Cuzco para asegurar que recibiría su herencia, el Sapa Inca se decidió a enviar un ejército a ayudar al nuevo curaca, que en teoría debía vasallaje primero a Atahualpa.
El monarca cuzqueño ordenó a su medio hermano presentarse en el Cuzco para jurarle lealtad pero este último no se fiaba de sus intenciones y se negó a viajar. Atahualpa quiso calmar la situación enviando mensajeros, pero fueron inmediatamente ejecutados. El Sapa Inca respondió regalándole joyas y ropas de mujer a modo de insulto. Atahualpa decidió no presentarse sabiendo que sería asesinado al llegar y se rebeló abiertamente. Había sido animado por los generales de su padre, con los que había pasado largos años combatiendo en el norte; contaba con su lealtad y la de sus veteranos soldados. Ellos se habían pasado unos diez años combatiendo a rebeldes a las órdenes del anterior Sapa Inca. Mientras Huáscar tenía el apoyo de los orejones o nobles cuzqueños, pero su carácter cobarde, cruel y torpe lo aislaba paulatinamente. Cuando unos orejones intentaron deponerlo para coronar a su hermano Cusi Atauchi, intento que fracasó y que acabó en la ejecución del pretendiente, se distanció aún más de la nobleza cuzqueña y para insultarla se rodeó de 1200 asesores cañaris y chachapoyas.

## Combate
Atahualpa estaba en Tomebamba planeando sus futuros movimientos cuando fue arrestado por tropas enviadas por Huáscar y los cañaris, pero logró escapar. Según la leyenda, se convirtió en amaru (serpiente) para atravesar los barrotes de un tambo. Sus ejércitos estaban a las órdenes de los generales Chalcuchímac, Quizquiz, Rumiñahui y Ucumari. Huáscar respondió enviando al norte un poderoso ejército al mando de su hermano Atoc. Atahualpa decidió esperarlo en la provincia de Tungurahua, sabiendo que los huascaristas estaban en desventaja porque avanzaban por territorio desconocido y hostil.
Ambas fuerzas se encontraron en la planicie de Chillopampa o Mocha, venciendo los huascaristas pero los atahualpistas rápidamente se reorganizaron y con refuerzos de Quito obtuvieron la victoria a orillas del río Mullihambato o Mullituro. Se iniciaba una desastrosa guerra civil que duraría aproximadamente dos años.